# コンピュータエンターテインメント協会
一般社団法人コンピュータエンターテインメント協会（コンピュータエンターテインメントきょうかい、英: Computer Entertainment Supplier's Association、略称:CESA）は、コンピュータエンターテインメント産業に関わる法人並びに個人を構成員とする日本の業界団体。
日本の大手コンピューターゲーム関連企業のほとんどが会員となっており、コンピュータエンターテインメント産業の発展、振興を目的としている。任天堂は独占が崩れた頃に当たる発会時の経緯から参加しておらず、特別賛助会員という立場であり、CESAが主催する東京ゲームショウにも原則として、出展はしていない。

## 沿革
- 1995年11月28日 - 「コンピュータエンターテインメントソフトウェア協会」（Computer Entertainment Software Association）として設立。家庭用テレビゲームソフトメーカー16社が参加[6]。
  - 会長 - 上月景正（コナミ社長）
  - 副会長 - 辻本憲三（カプコン社長）、福嶋康博（エニックス社長）、小林宏（スクウェア取締役）
  - 常任理事 - 松高誠三（タイトー取締役）、横山俊朗（T&E SOFT社長）、浅田安彦（ナムコ常務）
  - 理事 - 永浜達郎（アートディンク社長）、神蔵孝之（イマジニア社長）、襟川恵子（光栄副社長）、仁井谷正充（コンパイル社長）、金沢義秋（ジャレコ社長）、柿原彬人（テクモ社長）、福田哲夫（データイースト社長）、工藤浩（ハドソン社長）、杉浦幸昌（バンプレスト社長）
- 1996年8月20日 - 通産省認可にて社団法人に移行[7]。
  - 常任理事の浅田に代わり、ナムコ社長の中村雅哉が副会長に就任。松高に代わり、タイトー社長の中村紘一が常任理事に就任。理事は柿原、工藤以外は会員外から人選された。
- 2002年 - 社団法人コンピュータエンターテインメント協会に改称。
- 2010年10月1日 - 経済産業省所管の特例社団法人であったが、公益法人制度改革に伴い、一般社団法人となる。
- 2015年4月 - ソーシャルゲーム協会（2012年11月発足）を吸収合併。

### 倫理規定
1997年4月にはCESAによる倫理規定が公布・施行された。ところが、この規定では合否判定しかなく、修正が不十分なまま発売されたり、委員会の裁定に苦情が寄せられるといったトラブルも相次いでいたほか、ゾンビのようにソフトメーカーとCESAの間で意見が分かれた例もあった。さらに、倫理規定公布から3か月後の1997年7月には神戸連続児童殺傷事件が発生したことで、コンピュータゲームにおける暴力表現の規制強化がさらに求められるようになり、日本版『クラッシュ・バンディクー2 コルテックスの逆襲!』のように事件を想起させる演出を削除する例もあった。そして、「東京ゲームショウ’98秋」内の「インターナショナル・ミーティング」にて、米国のレイティング機関ESRBの支援団体・IDSAおよびELSPA（European Leisure Software Publishers Association）との共同声明を経て、1999年9月17日に倫理規定が改訂された。具体的にはA区分（問題なし）からC区分（発売不可）の3段階に分け、その間のB区分では、パッケージに暴力的な表現がある旨を記載した「注意喚起マーク」を貼ることが求められた。

## 役員
| 役名     | 氏名       | 所属                                             |
| -------- | ---------- | ------------------------------------------------ |
| 会長     | 辻本春弘   | 株式会社カプコン                                 |
| 常務理事 | 増田努     | 一般社団法人コンピュータエンターテインメント協会 |
| 理事     | 宇田川南欧 | 株式会社バンダイナムコエンターテインメント       |
| 理事     | 岡村信悟   | 株式会社ディー・エヌ・エー                       |
| 理事     | 桐生隆司   | 株式会社スクウェア・エニックス                   |
| 理事     | 鯉沼久史   | 株式会社コーエーテクモゲームス                   |
| 理事     | 杉野行雄   | 株式会社セガ                                     |
| 理事     | 田中良和   | グリー株式会社                                   |
| 理事     | 早川英樹   | 株式会社コナミデジタルエンタテインメント         |
| 監事     | 榊原雅巳   | 税理士榊原雅巳事務所                             |

## コンピュータエンターテインメント協会歴代会長
| 代数 | 歴代会長 | 所属企業                                 | 在任期間       |
| ---- | -------- | ---------------------------------------- | -------------- |
| 初代 | 上月景正 | コナミ株式会社                           | 1996年～2002年 |
| 2代  | 辻本憲三 | 株式会社カプコン                         | 2002年～2006年 |
| 3代  | 和田洋一 | 株式会社スクウェア・エニックス           | 2006年～2012年 |
| 4代  | 鵜之澤伸 | 株式会社バンダイナムコホールディングス   | 2012年～2015年 |
| 5代  | 岡村秀樹 | 株式会社セガゲームス                     | 2015年～2018年 |
| 6代  | 早川英樹 | 株式会社コナミデジタルエンタテインメント | 2018年～2023年 |
| 7代  | 辻本春弘 | 株式会社カプコン                         | 2023年～       |

## 主な事業
- コンピューターゲームに関する諸調査、および調査報告書「CESAゲーム白書」の発行
- 東京ゲームショウの開催
- 日本ゲーム大賞の開催
- CEDEC（業界カンファレンス）の開催
- CESAスチューデントゲーム大賞の開催

## CESA関連団体
- コンピュータエンターテインメントレーティング機構（CERO）
- ソフトウェア協会（SAJ）
- コンピュータソフトウェア著作権協会（ACCS）
- 日本アミューズメント産業協会（JAIA）
- 日本コンピュータゲーム協会（JCGA）
- 日本eスポーツ連合（JeSU）